# گاه‌شمار بندرعباس
در زیر جدول زمانی تاریخ شهر بندرعباس، ایران آمده‌است.

## قبل از قرن بیستم
- ۱۵۱۴ - پرتغالی‌ها به قدرت رسیدند؛ شهرکی به نام "کومورو" به وجود آمد
- ۱۶۲۲
  - نام شهرک به "بندرعباس" تغییر یافت. [۱]
  - اقتصاد بندرعباس تحت تأثیر تصرف هرمز در مجاورت نیروهای ایرانی/انگلیسی قرار گرفت. [۲]
- ۱۶۲۳ - کمپانی تجاری شرکت هند شرقی هلند تأسیس شد.
- ۱۶۶۴ - کمپانی هند شرقی فرانسه در شهر تجارت می‌کند (تاریخ تقریبی). [۱]
- ۱۷۲۷ - شهر توسط نیروهای افغان غارت شد. [۳]
- ۱۷۴۱ - "ریخته گری توپ" تأسیس شد. [۳]
- ۱۷۶۲ - تجار انگلیسی و هلندی به بوشهر نقل مکان کردند. [۳]
- دهه ۱۷۹۰ - جمعیت: ۱۲۰۰۰ نفر (برآورد تقریبی). [۱]
- ۱۷۹۳ - بندرعباس "اجاره سلطان عمان " (تاریخ تقریبی). [۱]
- ۱۸۳۰ - جمعیت: ۵۰۰۰ نفر (برآورد تقریبی). [۱]
- ۱۸۶۸ - قاجارها به قدرت رسیدند. [۳]
- ۱۸۷۲-تلگراف گوادر-جاسک-بندرعباس (تاریخ تقریبی) شروع به کار کرد.
- 1879 - مسجد گله‌داری (مسجد) ساخته شده‌است.
- ۱۸۹۲ - مسجد صحراباغی (مسجد) ساخته شده‌است.[۴]

## قرن بیستم
- ۱۹۰۲ - زلزله.
- 1925 - مسجد ناصری (بندر عباس) (مسجد) ساخته شده‌است.
- دهه ۱۹۳۰ - جمعیت: ۸۰۰۰ نفر (برآورد تقریبی). [۱]
- ۱۹۴۷ - «کارخانه کنسرو ماهی» ساخته شد. [۳]
- ۱۹۵۶ - جمعیت: ۱۷٬۷۱۰ نفر. [۳]
- 1959 - حمام گله‌داری (حمام) بازسازی شده.
- ۱۹۶۶ - جمعیت: ۳۴۶۲۷ نفر. [۳]
- ۱۹۶۷ - بندر عمیق باز می‌شود. [۳]
- ۱۹۷۳ - «ستاد نیروی دریایی ایران» از خرمشهر به بندرعباس منتقل شد. [۳]
- ۱۹۷۶ - جمعیت: ۸۹٬۱۰۳ نفر. [۳]
- ۱۹۸۲ - جمعیت: ۱۷۵۰۰۰ نفر (برآورد).
- ۱۹۸۸–۳ ژوئیه: ارتش ایالات متحده پرواز غیرنظامی ایران ایر ۶۵۵ را در مجاورت بندرعباس در جریان جنگ ایران و عراق سرنگون کرد. [۱]
- ۱۹۹۶ - جمعیت: ۲۷۳٬۵۷۸ نفر.

## قرن بیست و یکم
- ۲۰۰۶ - باشگاه آلومینیوم هرمزگان (باشگاه فوتبال) تشکیل شد.
- ۲۰۰۸
  - ۱۰ سپتامبر: زلزله قشم ۲۰۰۸.
  - موزه مردم‌شناسی خلیج فارس (موزه) افتتاح شد.[۵]
- ۲۰۱۰ - ورزشگاه تختی (بندرعباس) افتتاح شد.
- ۲۰۱۱ - جمعیت: ۴۳۵٬۷۵۱ نفر.[۶]
- ۲۰۱۳
  - ژوئن: انتخابات محلی برگزار شد.
  - عباس امینی زاده شهردار شد.[۷]
- ۲۰۱۴ - شهر بخشی از منطقه ۲ می‌شود.